# 척 노리스의 진실
척 노리스의 진실, 척 노리스 팩트(Chuck Norris Facts)은 미국의 무술가이자 배우인 척 노리스에 대한 풍자적인 사실로, 대중 문화에 널리 퍼진 인터넷 현상이 되었다. 이러한 '진실'은 노리스의 강인함, 태도, 정교함 및 남성성에 대한 터무니없는 과장된 주장이다.
척 노리스의 진실(척 노리스의 농담으로도 호칭)은 국가별 광고 및 기타 인터넷 현상에 대한 번역을 만들고 현지화된 버전을 생성하면서 국제적으로 확산되었다. 일부 진실은 그가 어떤 작업에든 돌려차기를 사용했다는 점, 특히 턱수염과 관련하여 체모가 많이 난 점, 액션 TV 시리즈 시티 레인져에서의 역할을 암시한다. 척 노리스 농담은 터무니없는 과장에서 유머가 나오는 엄마 농담과 비슷한 형식을 따른다.

## 같이 보기
- 더 스티그